# Constanze Manziarly
Constanze Manziarly (Innsbruck, 14 de abril de 1920 – ¿Berlín, 2 de mayo de 1945?) fue la cocinera de Adolf Hitler y parte de su círculo íntimo.

## Biografía
Nació en Innsbruck, Austria. Realizó estudios de Hostelería. Comenzó trabajando para el médico de Hitler, quien al ver los problemas digestivos del Führer le recomendó los guisos de Manziarly. A este le encantaron tanto que la hizo su cocinera y dietista personal y ella poco a poco se fue ganando su confianza y la amistad de Eva Braun.

## Vida en el nazismo
Durante la guerra Manziarly iba al Berghof a cocinarle al círculo íntimo de Hitler y se quedaba a oír sus discursos. Ella admiraba mucho a Hitler, incluso era parte de una de las damas del Tercer Reich: Eva Braun, Magda Goebbels, Gerda Christian, Traudl Junge y muchas más.
Pero Alemania empezó a perder la guerra y las situaciones en el círculo íntimo de Hitler se pusieron tensas, muchos empezaron a distanciarse de él, quedando sólo los más leales, entre ellos Constanze Manziarly.
En el búnker el ambiente era sumamente tenso, Hitler y Eva empezaron a prescindir de personal. Hitler le dio a cada una de sus personas de confianza una cápsula de cianuro en caso de que les atrapasen los soviéticos, ya que pensaba que si sucedía les iban a someter a vergüenzas y a cosas peores que la muerte.
El 29 de abril de 1945 fue la boda entre Hitler y Eva Braun, los cuales decidieron suicidarse y después quemar sus cuerpos, tras haber leído una carta en la que se anunciaba que el dictador italiano Benito Mussolini y su amante Clara Petacci habían sido atrapados, ametrallados y sus cuerpos sometidos a las más terribles vergüenzas. Constanze les preparó pasta para comer.
Al día siguiente los cuerpos de Hitler y de su esposa fueron quemados. La mayoría de los nazis se suicidaron poco después, algunos escaparon y se entregaron a los estadounidenses, otros escaparon a Sudamérica. Las informaciones sobre la muerte de Manziarly son contradictorias. Ella fue citada por el SS-Brigadeführer Wilhelm Mohnke el 1 de mayo de 1945 a las 20:30 para escapar del búnker junto con varios miembros más del personal de confianza, como las secretarias Gerda Christian, Traudl Junge y Else Krüger.
La mayoría de la literatura disponible cita que se suicidó con una pastilla de cianuro el día después, mientras que en las memorias de Traudl Junge, ella dice que la vio por última vez en compañía de dos soldados soviéticos que le pedían los papeles.

## Literatura
- Christa Schroeder. Er war mein Chef. Herbig, Múnich 1985, 4.ª ed. ISBN 3-7766-2286-5 (Anmerkung N.º. 260)
- Traudl Junge, Melissa Müller. Bis zur letzten Stunde. Hitlers Sekretärin erzählt ihr Leben, List-Verlag, 2004. ISBN 3-548-60470-6 (pp. 234f)